# Пенсилвейния-авеню (линия Нью-Лотс, Ай-ар-ти)
|   |   |  |   |   |
| · | · |  | · | · |

|   |   |  |   |   |
| · | · |  | · | · |

«Пенсилвейния-авеню» (англ. Pennsylvania Avenue) — станция Нью-Йоркского метрополитена, расположенная на линии Нью-Лотс, Ай-ар-ти. Станция находится на пересечении  Пенсильвания-авеню и Ливония-авеню в округе Ист Нью-Йорк, Бруклин и представлена двумя боковыми платформами, обслуживающими два пути. На станции останавливаются маршруты: 2 (часть рейсов в часы пик в пиковом направлении), 3 (круглосуточно, кроме ночи) и 4 (ночью, а также часть рейсов в часы пик в пиковом направлении).
Эта эстакадная станция была открыта 24 декабря 1920 года. Чуть менее 2 лет (до 16 октября 1922 года) станция была конечной IRT New Lots Line. Представлена двумя боковыми платформами, двумя путями между ними и местом для центрального третьего пути, который не был проложен. Обе платформы имеют бежевые ветрозащитные заборы и навесы, поддерживаемые зелёными колоннами. Но по бокам платформ имеются лишь чёрные невысокие заборы. Название станции имеется на чёрных табличках, установленных на ветрозащитных заборах.
Единственный выход расположен в вестибюле под станцией. С платформ туда можно попасть благодаря двум лестницам, расположенным в южном( географически - восточном) конце станции. А благодаря переходу возможен бесплатный проход между направлениями. Так же имеется зона ожидания. Выход представляет собой несколько турникетов и две лестницы, спускающиеся в северо-восточный и юго-западный углы перекрёстка Пенсильвания-авеню и Ливония-авеню. Здание станции было покрашено в красный цвет в июле 2009 года.